# Umbrailpass
Průsmyk Umbrailpass (italsky Giogo di Santa Maria, rétorománsky Pass da l’Umbrail, dříve také Wormser Joch podle německého názvu města Bormio) je horský průsmyk v Ortlerských Alpách mezi horskou skupinou Umbrail a hřebenem Chavalatschkamm na hranici mezi Itálií a Švýcarskem. Vrchol průsmyku leží v nadmořské výšce 2501 m n. m., a je tak nejvýše položeným silničním průsmykem ve Švýcarsku. Své jméno dostal podle vrcholu Piz Umbrail, který se nachází v jeho blízkosti. Průsmyková rampa svažující se na italskou stranu leží v národním parku Stilfserjoch.

## Průjezdní silnice
Průsmyk Umbrailpass spojuje údolí Val Müstair (německy Münstertal) u Santa Maria v kantonu Graubünden s údolím řeky Adda u Bormia. 13,4 km dlouhá silnice ze Santa Maria do průsmyku Umbrailpass byla dokončena v roce 1901, hned za vrcholem průsmyku míjí hranici s Itálií a poté se napojuje na jihozápadní nájezd na silnici přes Stilfser Joch. Trasa přes průsmyk Umbrailpass je původní spojnicí mezi Vinschgau a údolím Valtellina (Bormio).
Silnice je obvykle sjízdná od konce května do konce října. Průsmyk je nyní v celé délce vyasfaltován a je sjízdný i v noci. V důsledku přistoupení Švýcarska k Schengenské smlouvě v roce 2008 již není hraniční stanice obsluhována a kontroly se provádějí pouze namátkově. V důsledku toho byla zrušena i dřívější noční uzavírka mezi 22:00 a 6:30.
Poštovní autobusová linka z Müstairu a Santa Maria Val Müstair směrem na Stilfser Joch, Bormio a Tirano jezdí v letních měsících jednou denně po Umbrailpass.

## Historie
Cesta přes průsmyk Umbrailpass kdysi sloužila jako důležitá soumarská cesta pro obchod Bormia se severem. Pro Benátky byla obzvláště zajímavá, protože byla přímým pokračováním benátských cest přes Gaviapass a Mortirolopass na sever. V 15. století byl tedy průsmyk Umbrailpass velmi aktivně využíván; na konci 15. století přes něj vedla poštovní cesta spojující Milán s Innsbruckem. V roce 1499 vyslal milánský vévoda na pomoc římsko-německému králi Maxmiliánovi I. vojsko, které vedl přes průsmyk Umbrailpass. Když Francouzi v říjnu téhož roku dobyli Milán, musel vévoda Ludovico Sforza uprchnout z Milána přes Umbrailpass do bezpečí Tyrolska.
Rozkvět Umbrailpassu v pozdním středověku skončil s nástupem novověku; důvodem byly jednak přesuny tehdejší dopravy na přechody dále na východ (Brennerpass) a západ (San Marco), jednak to, že Graubünden nechal od 16. století z politických důvodů trasu přes Umbrailpass zchátrat. Stará soumarská cesta byla i nadále často využívána místní dopravou. Na přelomu 18. a 19. století plánovalo Rakousko stavbu silnice přes řeku Wormser Joch do Lombardie, ale protože jeho severní rampa patřila Švýcarské konfederaci, bylo rozhodnuto vybudovat moderní silnici přes řeku Stilfser Joch. Výstavbou této silnice ztratil přechod, nyní nazývaný Umbrailský průsmyk, definitivně svůj význam.
Dnešní silnice přes Umbrailpass, která je velmi klikatá a má mnoho ostrých zatáček, byla otevřena až v roce 1901; později ji dále rozšířila švýcarská armáda. Podél hlavní silnice 559 se nachází několik opevnění vybudovaných švýcarskou armádou.
V současnosti je průsmyk využíván téměř výhradně automobilovými a motocyklovými turisty jako přivaděč k silnici do průsmyku Stelvio a je velmi oblíbený i mezi cyklisty.

## Galerie

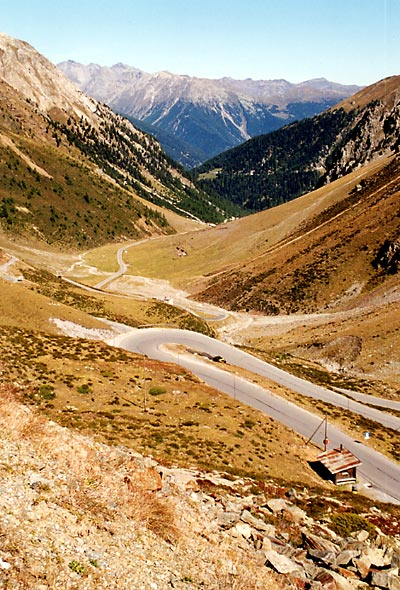
Odbočka do Val Müstair
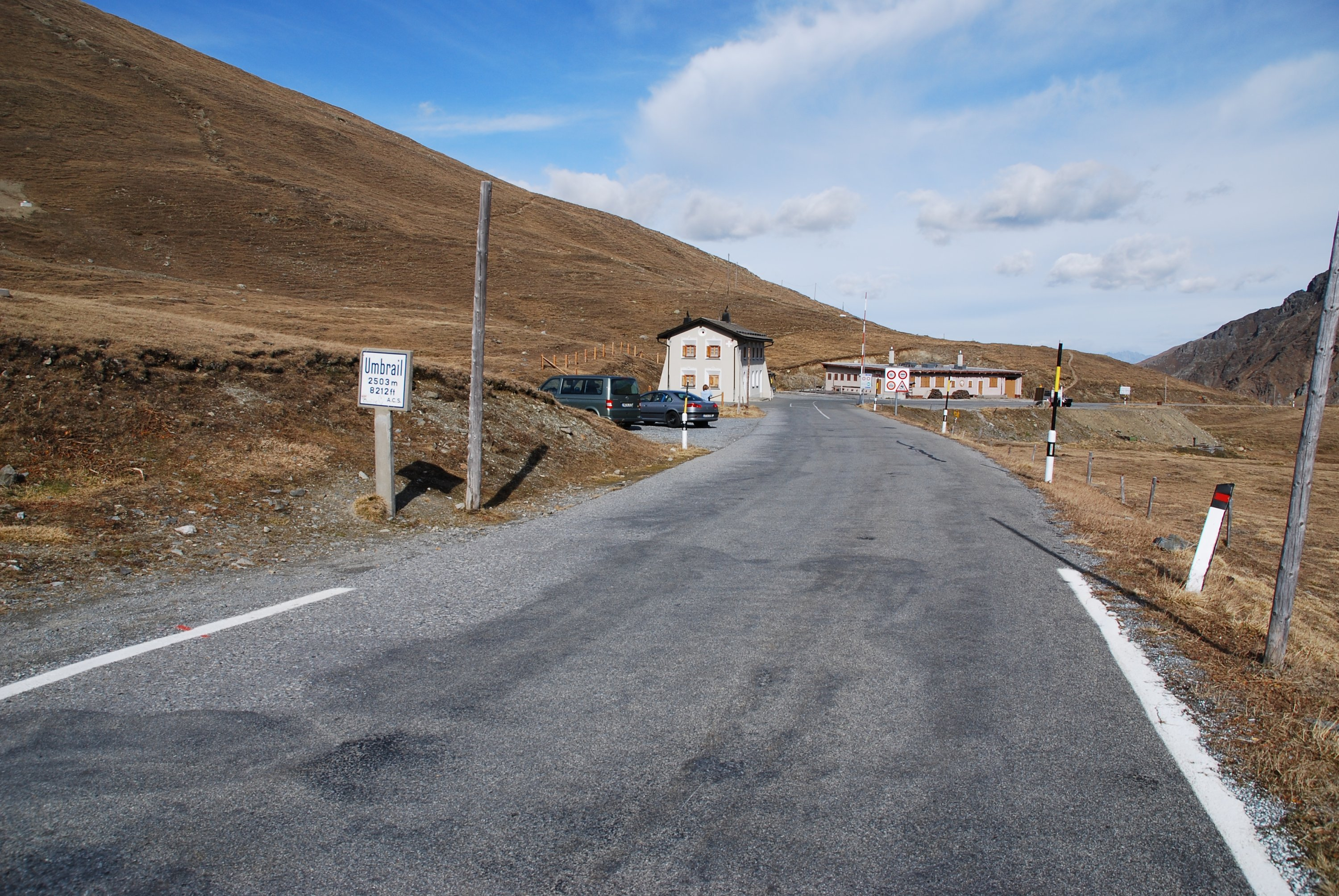
Umbrailpass
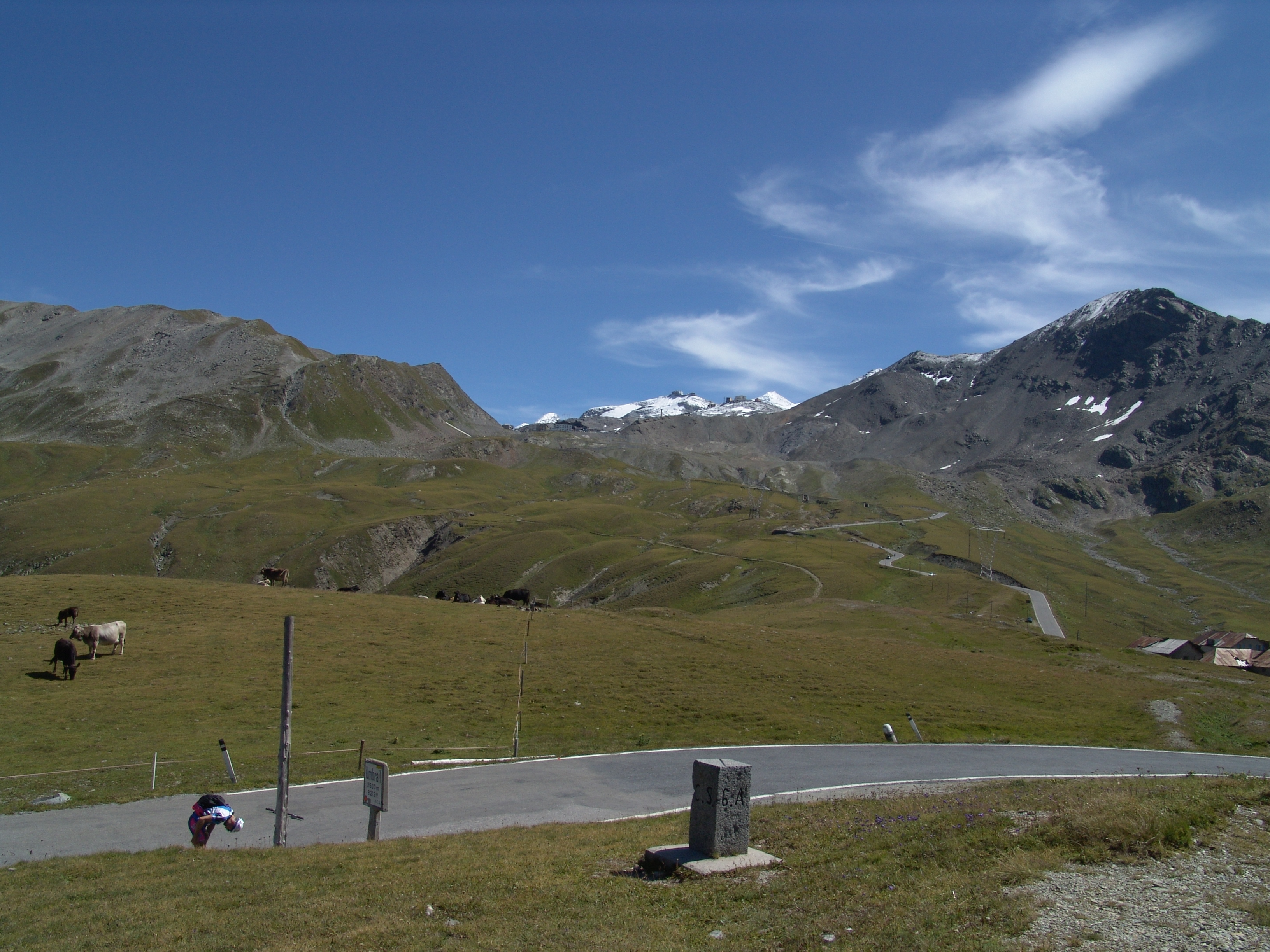
Vrchol průsmyku s výhledem na Stilfser Joch
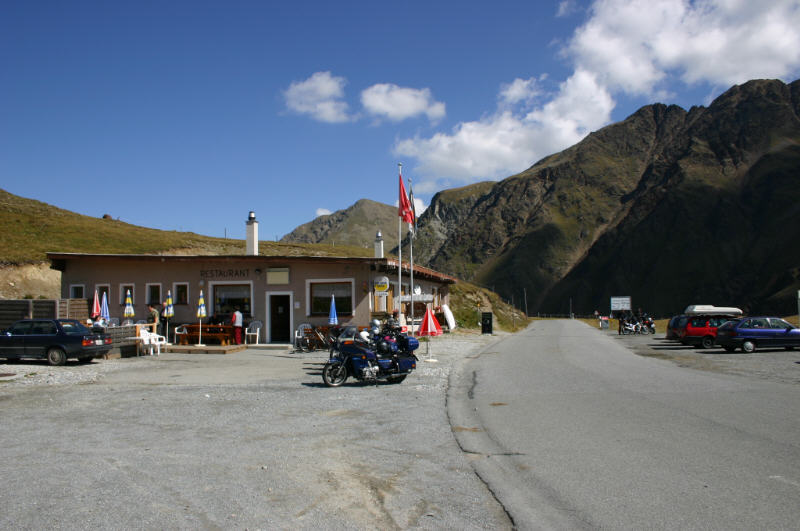
Restaurace na vrcholu průsmyku